# Dynamenella dioxus
Dynamenella dioxus är en kräftdjursart som beskrevs av Barnard 1914. Dynamenella dioxus ingår i släktet Dynamenella och familjen klotkräftor. Inga underarter finns listade i Catalogue of Life.